# Bataille de Mobile Bay
Guerre de Sécession
Batailles
La bataille de Mobile Bay est une bataille navale de la guerre de Sécession qui a été disputée le 5 août 1864.
Elle voit une escadre nordiste, sous les ordres du contre-amiral David Farragut, forcer l'entrée de la baie de Mobile et l'emporter sur une escadre sudiste menée par le cuirassé CSS Tennessee. La conséquence de cette action est la neutralisation du dernier port de la Confédération sudiste assurant le passage des forceurs de blocus, contribuant à la défaite finale du Sud.

## Situation militaire
En juillet 1864, les nordistes s'approchent d'Atlanta. Conformément au plan dit « de l'anaconda », qui visait à étrangler le Sud, l'un des objectifs restant, après la capture de La Nouvelle-Orléans et Pensacola, était Mobile, dernier bastion des forceurs de blocus sudistes.
L'escadre de blocus de l'Ouest du golfe du Mexique (West Gulf Blockade Squadron) de l'Union Navy est chargée de l'opération.

## Disposition des lieux

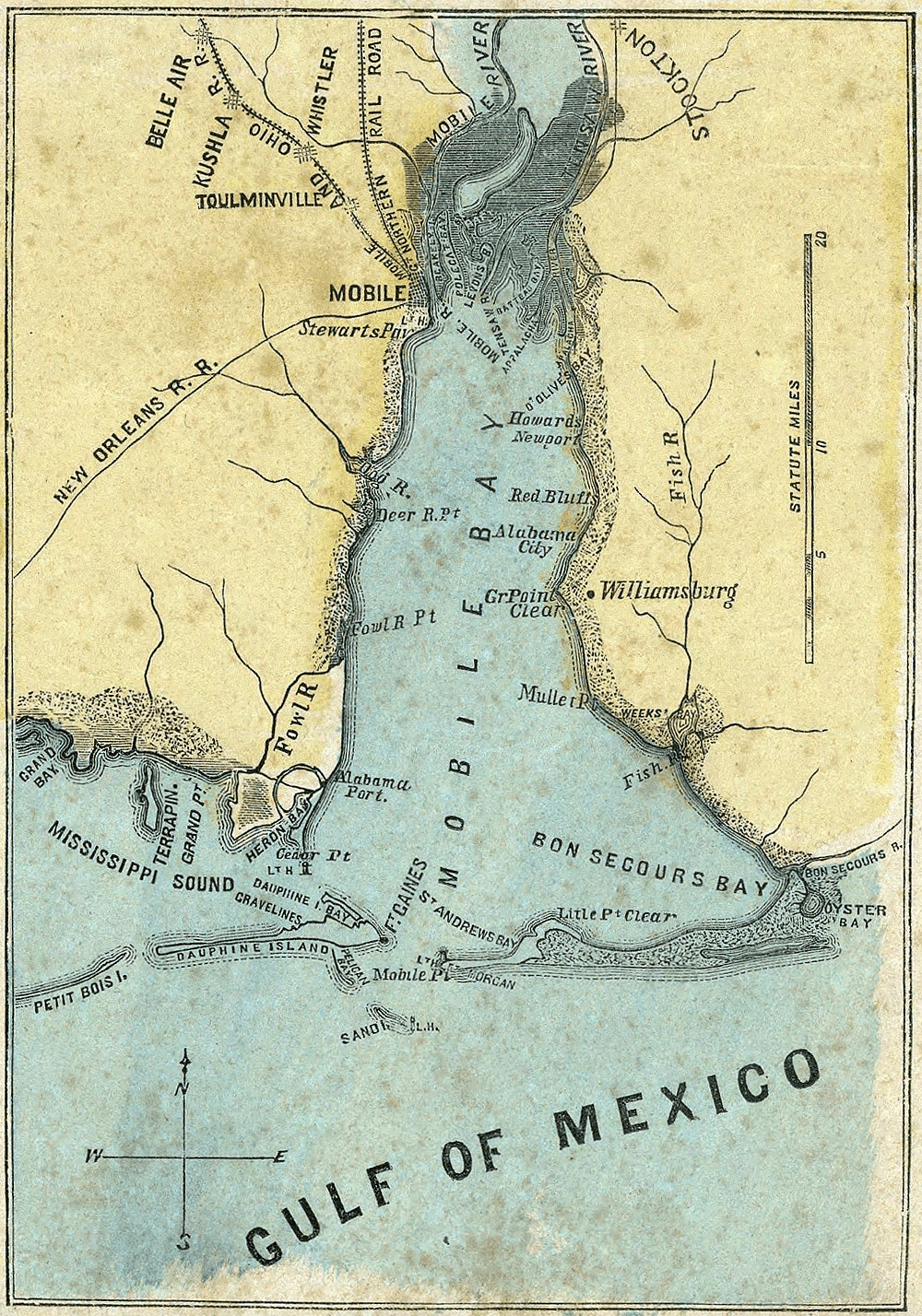
La baie de Mobile en 1861.

La baie de Mobile, à 150 milles à l'Est du delta du Mississippi, a une longueur de 30 milles, pour une largeur de 6 milles environ à son embouchure. La profondeur de l'eau est faible,.
La ville de Mobile, est au fond de la baie, au nord.

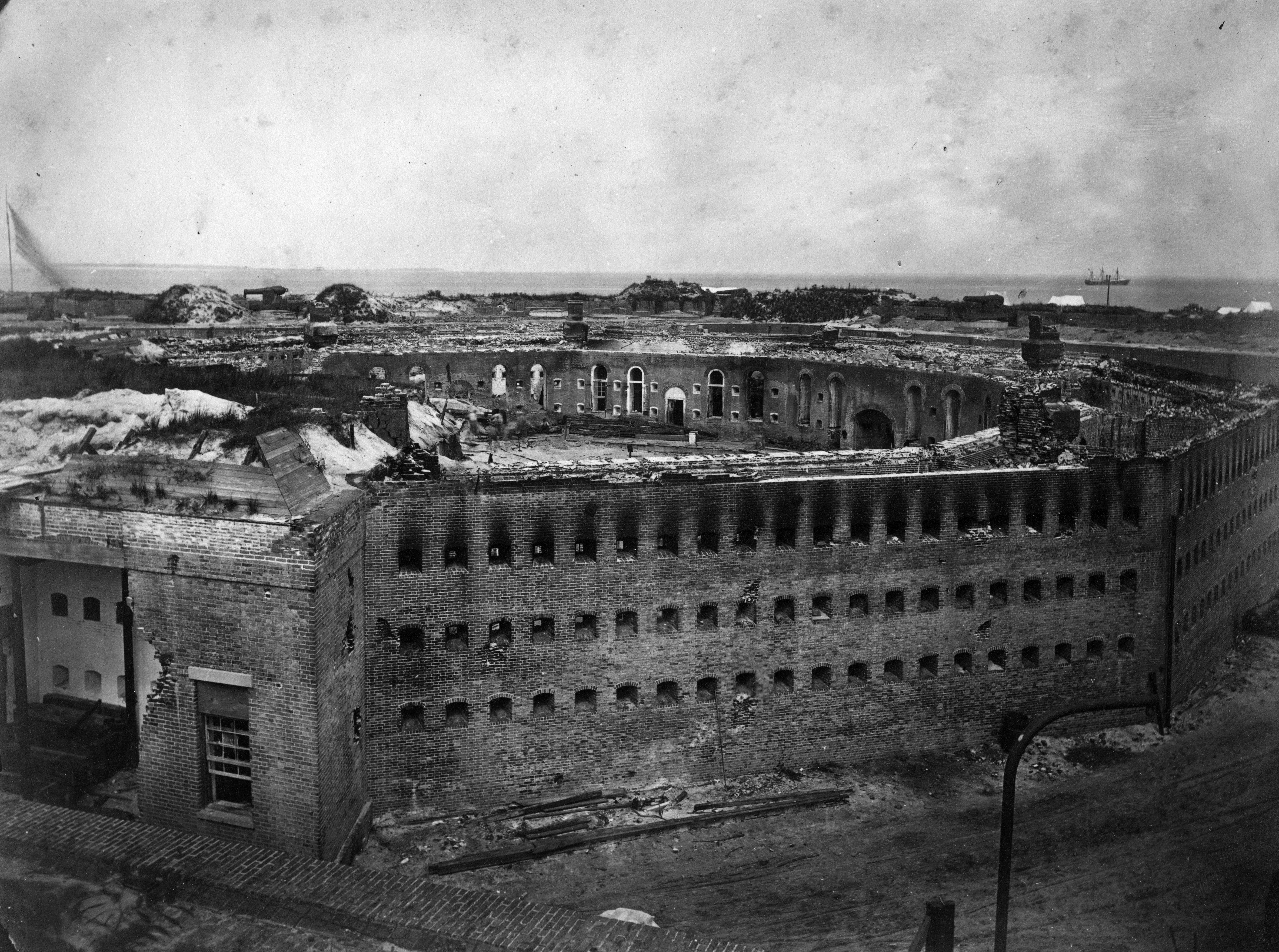
Fort Morgan (vu du S.O.), après sa capture par les forces nordistes (23 août 1864).

L'entrée de la baie est barrée par des îles peu élevées, portant des forts en maçonnerie. À l'est, le fort Morgan, 38 canons ; à l'Ouest, sur l'île Dauphine, le fort Gaines, 25 canons,.
Le chenal principal, entre les îles, les bancs de sable et les obstructions, est sur le côté Est de la passe, sous les canons du fort Morgan.

## Adversaires

### Nordistes
Les forces navales nordistes sont sous les ordres du contre amiral David G. Farragut.
En juillet 1864, il dirige l'escadre qui fait le blocus de la baie de Mobile.
Son escadre comprend 26 navires. Ils seront repartis en trois groupes.

#### Forces d'attaque
Leur but est de forcer le passage.
4 monitors, navires cuirassés dont la forme générale ressemble à celle de celui qui est à l'origine du nom : « une boîte à fromage posée sur une planche ».
- Tecumseh (en), classe Canonicus (en), 1 034 tonnes, 2 canons de 15"[note 6] ;
- Manhattan (en), idem ;
- Winnebago (en), classe Milwaukee, 790 tonnes, 4 canons de 11"[note 7] ;
- Chikasaw (en), idem.

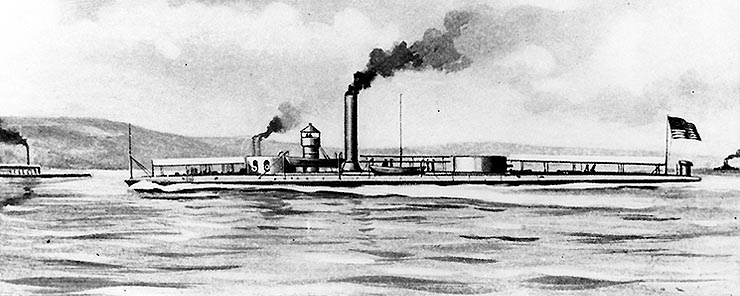
USS Chickasaw

Les deux premiers sont des monitors « de haute mer » (en anglais : "sea-going monitors"). Ils ont une tourelle cylindrique portant 2 canons Dahlgren de 15 pouces.
Les deux derniers sont des monitors fluviaux. Ils portent deux tourelles cylindriques ayant chacune deux canons Dahlgren de 11 pouces.
5 frégates
- Hartford, 2 070 tonnes, 24 canons ;
- Brooklyn (en), 1 900 tonnes, 21 canons ;
- Richmond (en), 1 929 tonnes, 20 canons ;
- Lackawanna (en), 1 533 tonnes, 8 canons ;
- Monongahela (en), 1 378 tonnes, 8 canons.

3 sloops
- Kennebec (en), 507 tonnes, 5 canons ;
- Itasca (en), 507 tonnes, 5 canons ;
- Oneida (en), 1 032 tonnes, 9 canons.

Aux trois précédents s'ajoute un bâtiment, auparavant cuirassé et classé comme sloop à hélice :
- Galena, 970 tonnes, 9 canons.

5 canonnières, propulsées par des roues à aubes latérales :
- Octorara (en), 829 tonnes, 6 canons ;
- Metacomet (en), 974 tonnes, 6 canons ;
- Port Royal (en), 805 tonnes, 6 canons ;
- Seminole (en), 801 tonnes, 8 canons ;
- Ossipee (en), 1 240 tonnes, 11 canons.

Son escadre est disposée en 2 colonnes. Celle de droite, la plus proche des canons du fort Morgan, est composée des 4 monitors. Celle de gauche regroupe les navires en bois.
Pour s'assurer que ceux-ci ne seront pas désemparés et immobilisés au milieu du passage, ils sont couplés, deux à deux, avec une canonnière amarrée sur leur côté gauche.
Le premier est le Brooklyn avec, à sa gauche, l'Octorara. Farragut lui fait prendre la tête de la colonne car ce navire dispose d'un dispositif pour éviter les « torpilles ». Dispositif assez rudimentaire, puisqu'il s'agit d'un espars, placé sous le beaupré, et d'où pendent des chaînes terminées par des grappins. De la sorte, comme un râteau, les grappins sont censés accrocher les « torpilles » par leurs chaînes et les écarter de la coque. C'est aussi celui qui peut mettre « en chasse » le plus de canons et il paraît utile de pouvoir tirer le plus tôt possible sur le fort Morgan, ce que la disposition latérale des canons ne permettrait pas.
Derrière, on trouve, dans l'ordre, Hartford et Metacomet, Richmond et Port Royal, Lackawanna et Seminole, Monongahela et Kennebec, Ossipee et Itasca, Oneida et Galena.
Tous les navires en bois ont installé, sur leur flanc droit, des chaînes en guise de blindage improvisé,.

#### Réserve
4 autres canonnières qui restent à l'Est de Mobile Point.
- Sebago,
- Pembina,
- Genesee,
- Bienville

Ces navires doivent, en attendant, bombarder le Fort Morgan pour affaiblir la réponse qu'il donnera au passage de l'escadre nordiste.

#### Diversion
- Stockdale
- Estrella
- Narcissus
- JP Jackson
- Comenaugh

Ces navires ont pour mission de bombarder le Fort Gaines, afin de faciliter l'approche des forces du général Granger, devant attaquer ledit fort. Accessoirement, ils doivent fournir une opposition à des bâtiments sudistes venant de l'ouest.

### Sudistes
Les forces navales de la Confédération sont sous les ordres de l'amiral Franklin Buchanan. Celui-ci avait été le commandant du Merrimack lors du combat de Hampton Roads (1862). Aujourd'hui, il arbore sa marque sur le cuirassé Tennessee.

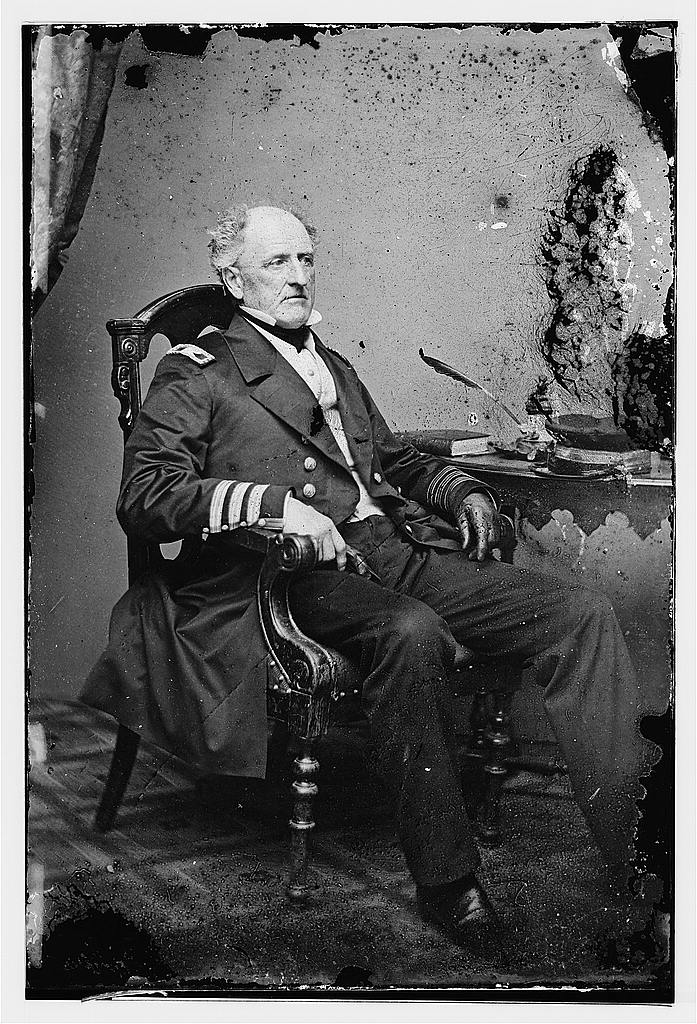
L'amiral Franklin Buchanan.

#### Le cuirasséTennessee
Le cuirassé Tennessee (en) est mis sur cale en octobre 1862, à Selma, dans l'Alabama ; mis à l'eau fin février 1863, il est remorqué jusqu'à Mobile pour y être armé. Il y reçoit son blindage, ses machines et ses canons. Il est réceptionné le 16 février 1864 et mis sous les ordres du lieutenant James D. Johnston. Il ne comporte alors encore aucun aménagement pour accueillir l'équipage.

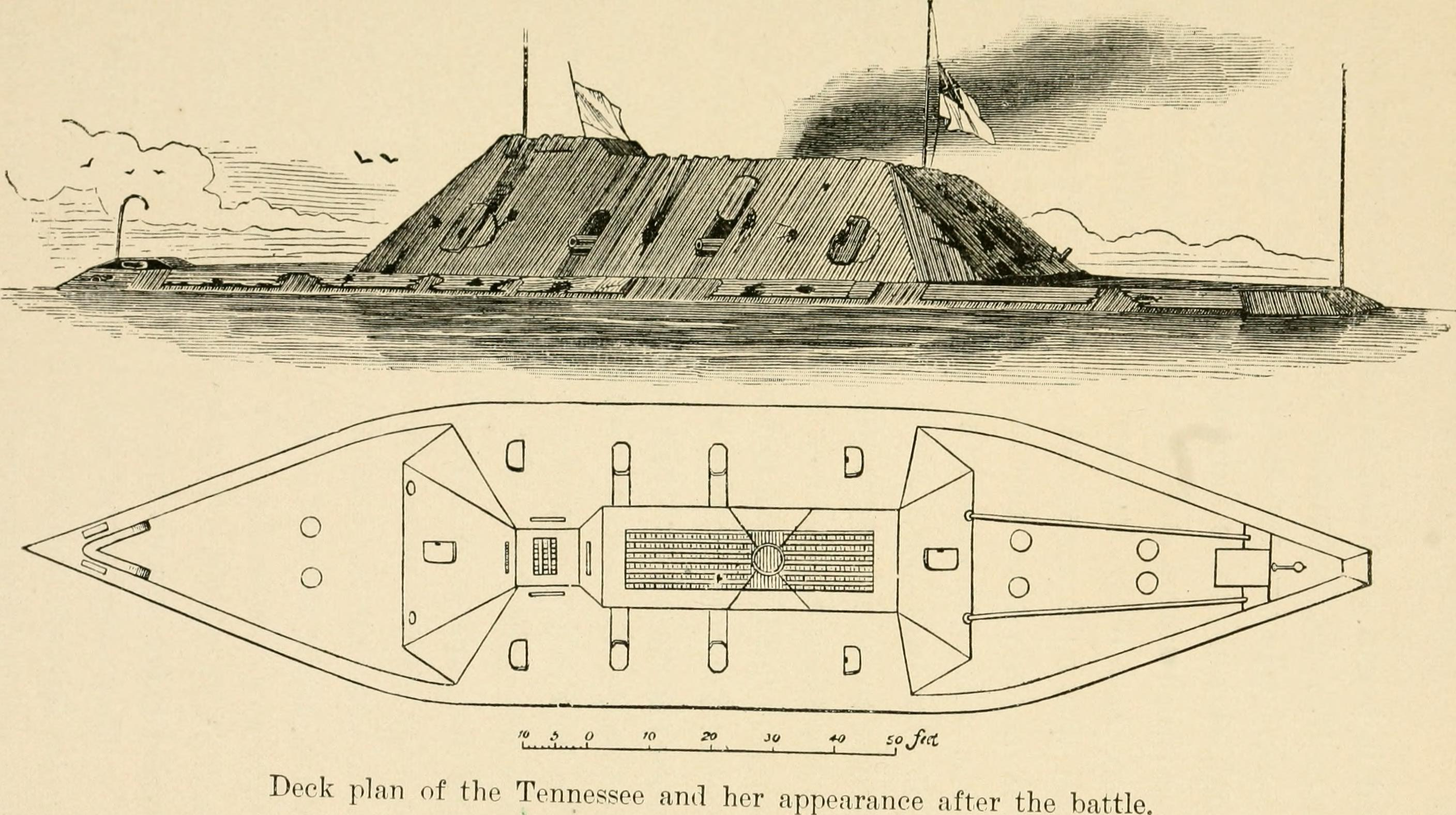
Aperçu du cuirassé Tennessee II.

C'est un cuirassé à coque en fer de facture classique pour les Confédérés. C'est-à-dire qu'il porte une casemate aux flancs inclinés de 45°. Les plans d'après lesquels il a été construit dérivent de ceux du Columbia. Mais le blindage comporte trois couches, où ses prédécesseurs n'en avaient que deux,. Les plaques fournies par une fonderie d'Atlanta mesurent 6,40 mètres de long (21 pieds) pour une largeur de 18 cm (7 pouces). Leur épaisseur est de 5 cm (2 pouces).
Sur l'avant et jusque derrière le poste de pilotage, trois épaisseurs de ces plaques sont rivetées. Ensuite, jusqu'à la fin de la casemate, le blindage comprend deux couches de plaques de 5 cm sur une troisième ne faisant, elle, que 2,5 cm (1 pouce). Le pont a un blindage fait d'une couche de plaques de 5 cm (2 pouces).
La hauteur de la casemate est de 2,44 mètres (8 pieds).
Son déplacement est de 1 273 tonnes. Sa longueur de 63,70 mètres (209 pieds), pour une largeur de 14,63 mètres (48 pieds). Il a un tirant d'eau de 4,27 mètres (14 pieds).
Ses machines viennent d'un navire de commerce, l'Alonzo Child,. Ce sont deux machines à vapeur alimentées par quatre chaudières. Le Tennessee dispose de deux hélices quadripales. Les machines manquent de puissance et ne permettront qu'une vitesse de 6 nœuds au cuirassé.
Un grave défaut peut être relevé. Il vient des chaînes permettant de manœuvrer le gouvernail. Elles sont à découvert sur le pont arrière et sans aucune protection.
Son équipage comprend 133 marins.
Son armement comprend six canons. Sur chaque flanc, deux canons rayés Brooke de 6,4 pouces. À l'avant et à l'arrière, un canon rayé Brooke de 7 pouces. Les canons avant et arrière sont montés sur pivot et peuvent utiliser trois sabords pour tirer dans l'axe du navire ou sur un côté.
Les sabords sont protégés par des mantelets de fer de 13 cm d'épaisseur (5 pouces), permettant de protéger l'équipage pendant le chargement de la pièce. Sur les côtés, ces mantelets coulissent dans des glissières permettant de les remonter au-dessus du sabord. Pour les sabords des extrémités, les mantelets sont fixés sur le bas et pivotent ; des chaînes permettant de les manœuvrer.

#### Les trois autres navires
Les autres navires de la flottille sudiste sont des navires en bois, non blindés, équipés de roues à aubes sur les côtés.
- CSS Gaines, il déplace 863 tonnes. Il dispose de 6 canons. Deux canons rayés, un 7 pouces et un 6 pouces les 4 autres sont des 32 livres (2 sont rayés)[12].

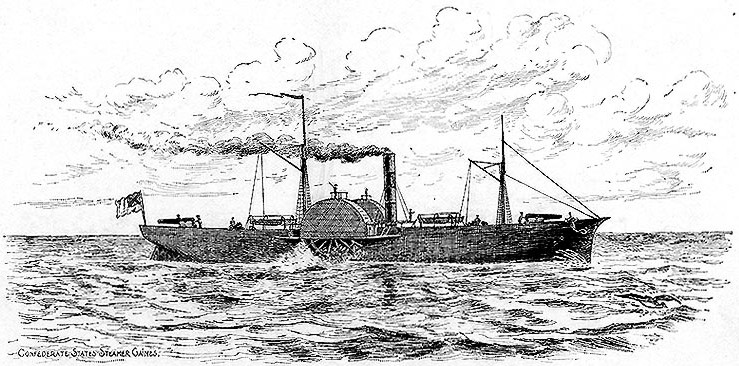
CSS Gaines

- CSS Morgan, similaire au Gaines en dimensions, il dispose aussi de 6 canons[12].
- CSS Selma : Ancien vapeur côtier Florida, construit en 1856 à Mobile, il déplace 320 tonnes. Il servait avant guerre à faire la liaison entre Mobile, La Nouvelle-Orléans, le lac Ponchartrain. Il dispose de 4 canons, un 6 pouces rayé et 3 obusiers (shell guns) de 8 pouces[12].

#### Dispositif de défense sudiste
Comme la passe la plus à l'ouest ne permet qu'à des canots et des navires légers de passer, les sudistes sont sûrs que leurs adversaires devront passer par la passe entre Sand Island et l'extrémité de la presqu'île où est installé fort Morgan. Pour être sûrs que les navires entrants ou sortants sont bien sous le feu de ses canons, seul un étroit passage est laissé libre sur la partie la plus à l'est. Le reste du goulet est barré par des pieux (partie gauche) et un champ de mines (au centre).

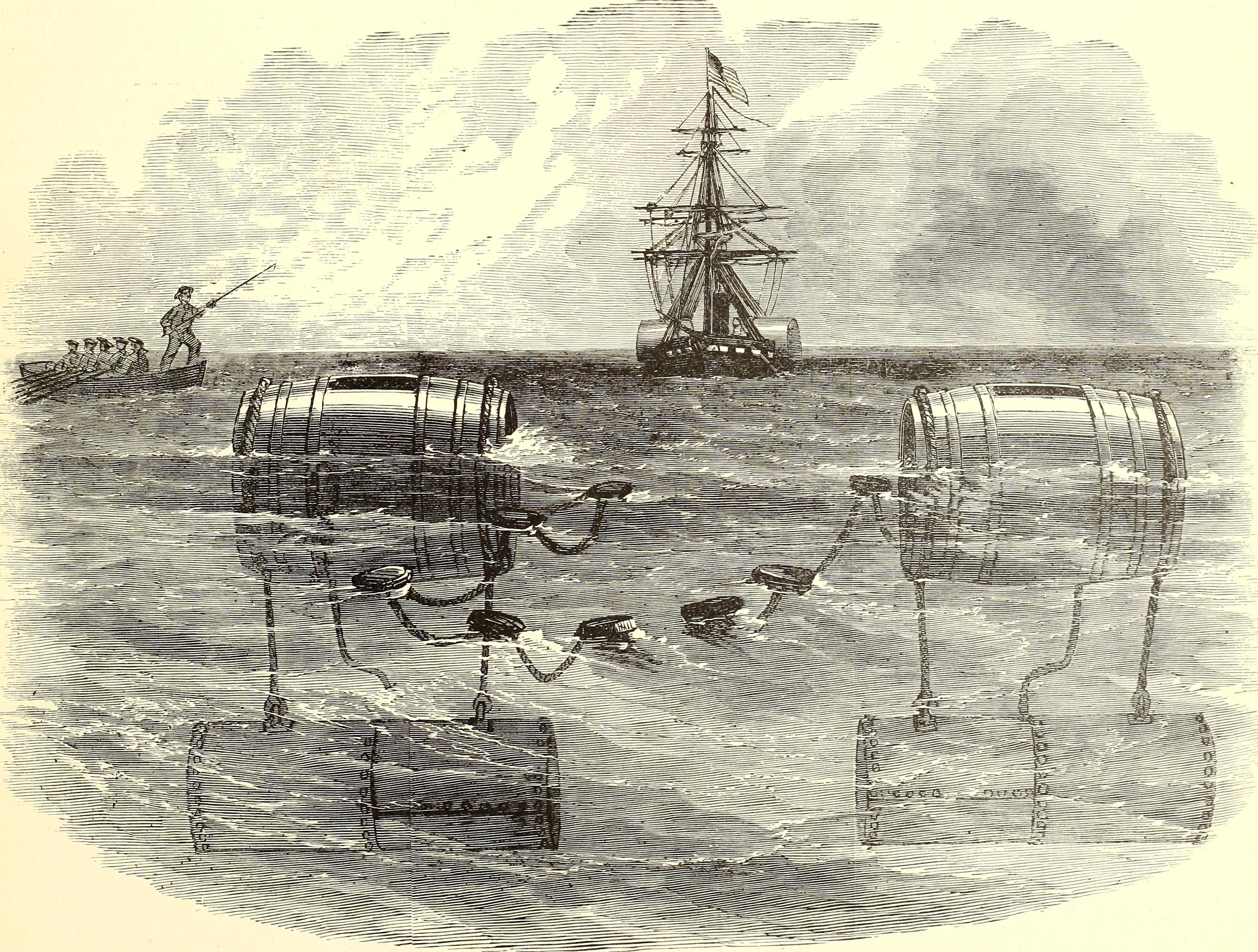
Un exemple de "torpille" de l'époque (Leslie, 1861)

Les mines, que l'on appelle « torpilles », à l'époque, sont des armes assez nouvelles et que la Confédération utilise pour pallier la petitesse de sa marine. Elle en a installé un peu partout et a déjà coulé plusieurs navires nordistes par ce procédé,.
Ces « torpilles » sont en fait des petits tonneaux,. Enduits de goudron, à l'intérieur comme à l'extérieur, pour essayer de les garder étanches, ils sont remplis de 100 livres, ou plus, de poudre noire laissant une petite poche d'air pour assurer la flottabilité. À chaque extrémité du tonneau, est rattaché un cône taillé dans un tronc d'arbre ; ceci, tant pour la flottabilité, encore, que pour éviter que le tonneau ne fasse la toupie, empêchant les détonateurs à pression faire leur travail si un navire arrive à son contact.
Il existe d'autres modèles connus, en forme de troncs de cône, par exemple ; ceux-ci sont placés verticalement dans l'eau et surmontés du détonateur,.
Les détonateurs sont de différents types. Par pression, comme déjà cité ; la « torpille » portant plusieurs gros « boutons » sur l'un desquels on espère voir le bâtiment ennemi appuyer pour actionner le détonateur. Le fonctionnement est aléatoire dans la mesure où il suppose que l'engin reste fixe et n'est pas agité par le courant ou une autre raison. On trouve ensuite des détonateurs à bascule ; dans ce cas, la « torpille » est surmontée d'une tige que la coque du bateau va basculer, assurant le jeu d'une gâchette qui va enflammer la charge. Enfin, on cite l'existence, sinon l'utilisation, de torpilles déclenchées à distance par électricité. Dans ce cas, l'opérateur est à l'abri sur la rive et provoque l'explosion au moment qu'il juge opportun.
Enfin, la torpille est amarrée au fond de l'eau par un poids en fer, en forme de champignon, auquel elle est reliée par une forte chaîne.

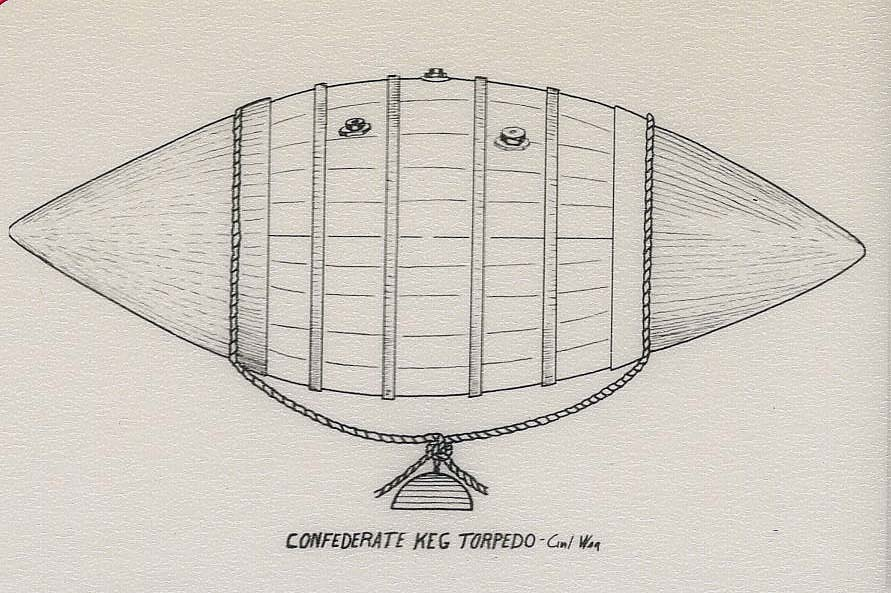
Type de torpille dormante utilisée par les sudistes.

Dans le chenal donnant sur la baie de Mobile, il y a trois rangées de « torpilles », en quinconce. Ce sont près de 180 engins qui ont été placés, au fil des mois, par les Sudistes. Pour prévenir les forceurs de blocus, il y a une bouée placée à l'est et à l'ouest du champ de mines.
Les navires de la flottille sudiste sont placés à l'est du chenal, à l'abri des canons du fort Morgan. Il est prévu que si les nordistes se présentent, les trois canonnières se placent derrière le champ de mines pour prendre en enfilade les assaillants. Le cuirassé devant faire son affaire des navires ayant échappé aux « torpilles » ou aux canons du fort Morgan.

## Bataille

### Plan d'attaque nordiste
Pour le contre-amiral Farragut, l'essentiel est de passer le fort Morgan, de rentrer dans la baie. Il prévoit une attaque en deux colonnes. Celle de droite, la plus proche du fort Morgan, comprendra les monitors. Leur cuirasse doit leur permettre de passer sous le feu du Fort Morgan.
Les monitors se présenteront dans l'ordre suivant. En tête, le Tecumseh. Derrière, le Manhattan, suivi du Winnebago et du Chickasaw.
Les autres navires, en bois, non blindés, formeront la colonne de gauche. Pour éviter qu'un navire ne se retrouve désemparé sous les canons sudistes, Farragut les fait disposer par paires. À droite, le bateau le plus gros, vapeur à hélice, à sa gauche un bateau plus petit, à roues à aubes, relié au précédent par des aussières.
La colonne se présente comme suit :
- (droite)   (gauche)
- Brooklyn et Octorara,
- Hartford et Metacomet,
- Richmond et Port-Royal,
- Lackawanna et Seminole,
- Monongahela et Kennebec,
- Ossipee et Itasca,
- Oneida et Galena.

Les navires placés sur la droite, vont installer des chaînes sur leur flanc droit, dans l'espoir que celles-ci constituent une protection contre les boulets. De même, les canots seront mis en remorque, ou à gauche pour essayer de les protéger un peu.
Enfin, les voiliers de la colonne de droite, diminueront leur mâture pour ne conserver que les bas-mâts et les huniers. Sur tous les voiliers, on placera aussi des filets, destinés à protéger l'équipage de la chute d'espars.
Plusieurs fois retardé, pour cause de mauvais temps mais aussi pour attendre l'arrivée du dernier monitor, le Tecumseh, l'assaut est lancé à l'aube du 4 août 1864.
Dans la brume du matin, les navires forment les lignes de bataille prévues. Le vent souffle de l'Ouest, ce qui ravit les nordistes car ainsi la fumée gênera leurs adversaires.
À 6 heures du matin l'escadre nordiste, portée par le flux, se présente devant la barre et entre dans la baie de Mobile.

### Passage du fort
5h40. L'escadre nordiste se met en branle
6h10. Le Hartford passe la barre.
6h30. la ligne de bataille est formée. Chaque navire envoie, en haut de chacun de ses mâts, le drapeau de l'Union.
7h05. Le fort Morgan tire sur le Brooklyn.
7h30. L'escadre est en position pour riposter aux tirs sudistes. Les premiers coups de canons sont donnés par les 15 pouces du Tecumseh. Au fur et à mesure que leurs canons peuvent porter, les navires nordistes tirent sur le fort Morgan. La fumée est telle, et portée par le vent vers le fort, que l'amiral Farragut est conduit à monter dans les haubans du mât d'artimon, jusqu'en dessous de la hune, pour essayer de voir ce qui se passe. Cette image, de l'amiral dans les haubans, criant ses ordres, est devenue un classique de l'histoire navale US ; un peu comme, ce qu'en France, on appellerait une image d'Épinal.
Le Brooklyn arrête sa progression, ayant détecté des mines. Derrière, les autres navires s'arrêtent à leur tour. Ils sont toujours sous le feu des sudistes.
7h30-7h45. Le Tecumseh, qui mène la ligne des monitors passe à gauche de la bouée connue pour marquer la limite Est du champ de mines. Est-ce pour aller au plus court vers CSS Tennessee ? Ou parce qu'il a des problèmes de gouvernail ? Personne ne le saura mais le résultat est qu'il heurte une des rares mines en bon état. L'explosion cause une voie d'eau à l'avant gauche. En quelques minutes, le monitor chavire et coule. Seuls une vingtaine de marins réussissent à s'échapper,.
La plupart d'entre eux arrivent à gagner l'un des canots remorqués ou sont recueillis par un canot de USS Metacomet ; 4 autres nageront jusqu'au rivage, où ils seront faits prisonniers et envoyés au tristement célèbre camp de Andersonville. Les 90 autres marins du USS Tecumseh restent prisonniers du cercueil de fer. Le Capitaine Travis A. Craven est au nombre des disparus. Il était dans la timonerie, avec le timonier John Collins. Il laissera celui-ci passer en premier, mais n'aura pas le temps de le suivre,.
Voyant la progression de ses navires s'arrêter, sous le feu sudiste, derrière USS Brooklyn, l'amiral Farragut se serait, dit-on, écrié : « Au diable, les torpilles !!! En avant toute !!! »,,,,,. Toujours est-il que le Hartford dépasse le Brooklyn par la gauche, suivi par les autres navires. Ce faisant, il se retrouve dans le champ de mines. Mais aucune d'entre elles ne fera explosion même si plusieurs marins rapporteront avoir entendu fonctionner des détonateurs…

Farragut à Mobile, sur une affiche de recrutement (1917)

Conformément aux espoirs de leur chef, les navires nordistes qui défilent devant fort Morgan ne souffrent que peu du feu sudiste. Seul le dernier de la file de gauche, USS Oneida, subira de graves avaries. Un obus de 7 pouces traverse sa coque, malgré les chaînes en protection, et explose dans la chaudière droite. L'explosion et les jets de vapeur brûlante arrêteront vite toute propulsion. Un second obus ravage la cabine du capitaine mais, plus grave, détruit les câbles du gouvernail. Là encore, le dispositif prévu par Farragut sauvera USS Oneida. C'est USS Galena, amarré sur son côté bâbord, qui lui permettra de gagner la baie, hors de portée des canons sudistes.
CSS Selma tire sur le Hartford, lui démontant l'un de ses 2 canons de chasse. USS Metacomet coupe les liens qui le relient au navire-amiral et donne la chasse au sudiste. Plus lent et moins bien armé, le tiers de son équipage hors de combat, le Selma baisse rapidement pavillon. CSS Gaines, ayant reçu plusieurs coups sous la ligne de flottaison, ne peut que s'échouer pour éviter de couler et est incendié par son équipage. CSS Morgan se réfugie sous les canons du fort Morgan et réussira ensuite à gagner Mobile.
8h35. Les navires nordistes jettent l'ancre dans la baie, dans le lieu nommé « middle ground », qui offre le plus de profondeur d'eau. Les marins peuvent alors prendre leur repas. Mais on voit approcher le cuirassé Tennessee.

### Combat duTennessee
Le Tennessee aurait pu rester à l'abri des canons du fort Morgan et bombarder, de loin, les nordistes. Mais l'amiral Buchanan préfère, avec panache, se lancer, seul, à l'assaut de l'escadre nordiste. Les autres navires de la flottille confédérée sont rapidement neutralisés.
8h00. Buchanan tente de lancer son cuirassé contre le Hartford, pour l'éperonner. Mais sa vitesse de limaçon ne lui permet pas de réussir. Il est handicapé, de surcroît, par des mantelets qui se coincent, empêchant de tirer, mais aussi par de nombreux ratés des amorces laissant silencieux ses canons.
Ce sont les nordistes qui vont chercher à l'aborder. Le Hartford essaie, vainement de l’éperonner à son tour. Puis ce sera le tour du Lackawanna, du Monoghala, enfin de l'Ossipee. Sans résultat probant.
10h00. Le Tennessee est entouré, et martelé, par les trois monitors nordistes. Son gouvernail est mis hors service. Buchanan est blessé et passe le commandement au « Commander » Johnston. Sous les tirs nordistes qui menacent de démanteler la structure même du navire, par la perte de sa possibilité de gouverner, par la baisse de puissance des machines causée par la destruction de la cheminée, ce dernier ne voit plus d'autre possibilité que de se rendre pour épargner son équipage.

## Conséquences

### Sur le conflit
L'annonce de cette victoire contribue à la réélection de Lincoln en novembre.
Elle participe à la défaite des États confédérés; en effet, à la suite de cette défaite stratégique, la Confédération perd son dernier grand port lui donnant une ouverture sur le reste du monde. Si la ville de Mobile, elle-même, reste entre les mains de la Confédération, elle perd tout intérêt stratégique.
Nommé vice-amiral à la suite de cette bataille, le vainqueur est élevé par la suite, le 25 juillet 1866, au grade d'amiral par le congrès des États-Unis. D. G. Farragut est le premier amiral de l'histoire des États-Unis.

### Sur l'histoire de la Marine
Cette bataille enfonce un clou supplémentaire dans le cercueil de la marine en bois[réf. nécessaire]. Une nouvelle fois, la vulnérabilité des voiliers et des navires en bois a été mise en évidence.
De plus, la torpille, dormante ou portée, s'affirme comme une arme promise à un grand avenir.